# Castellar de la Frontera
Castellar de la Frontera ist eine südspanische Gemeinde (Municipio) in der Provinz Cádiz der Autonomen Region Andalusien ca. 121 Kilometer von der Provinzhauptstadt Cádiz entfernt.

## Geografie
Die Gemeinde Castellar de la Frontera ist eine Kleinstadt auf der östlichen Seite des Naturschutzgebietes Parque Natural Los Alcornocales. Sie liegt in der Comarca Campo de Gibraltar. Sie grenzt im Nordwesten an die Gemeinde Alcalá de la Frontera, im Nordosten an Jimena de la Frontera, im Südosten an San Roque und im Südwesten an Los Barrios.
Die Gemeinde hat drei Siedlungskerne: Castellar Nuevo (Neues Castellar) ist der Hauptort. Castillo de Castellar, genannt Castellar Viejo (Altes Castellar) oder einfach El Castillo (die Burg), liegt neun Kilometer nordnordwestlich davon am Rande des Stausees Embalse de Guadarranque. Das aus einem ehemaligen Kloster hervorgegangene La Almoraima schließt sich südöstlich an den Hauptort an. 
Castellar Nuevo stellt eine Besonderheit dar, da es erst in den Jahren 1968 bis 1971 im Rahmen des Plans zur Entwicklung des Campo Gibraltar für die Einwohner des ursprünglichen Siedlungskerns Castellar Viejo und die Bewohner des durch einen Industriebetrieb sehr stark angewachsenen La Almoraima neu erbaut wurde. 
Auf dem Gemeindegebiet liegt westlich von Castellar Viejo der in den 1960er Jahren geschaffene Stausee des Río Guadarranque. 
Am 1. Januar 2022 lebten in der Gemeinde Castellar de la Frontera 3043 Menschen. 

## Geschichte

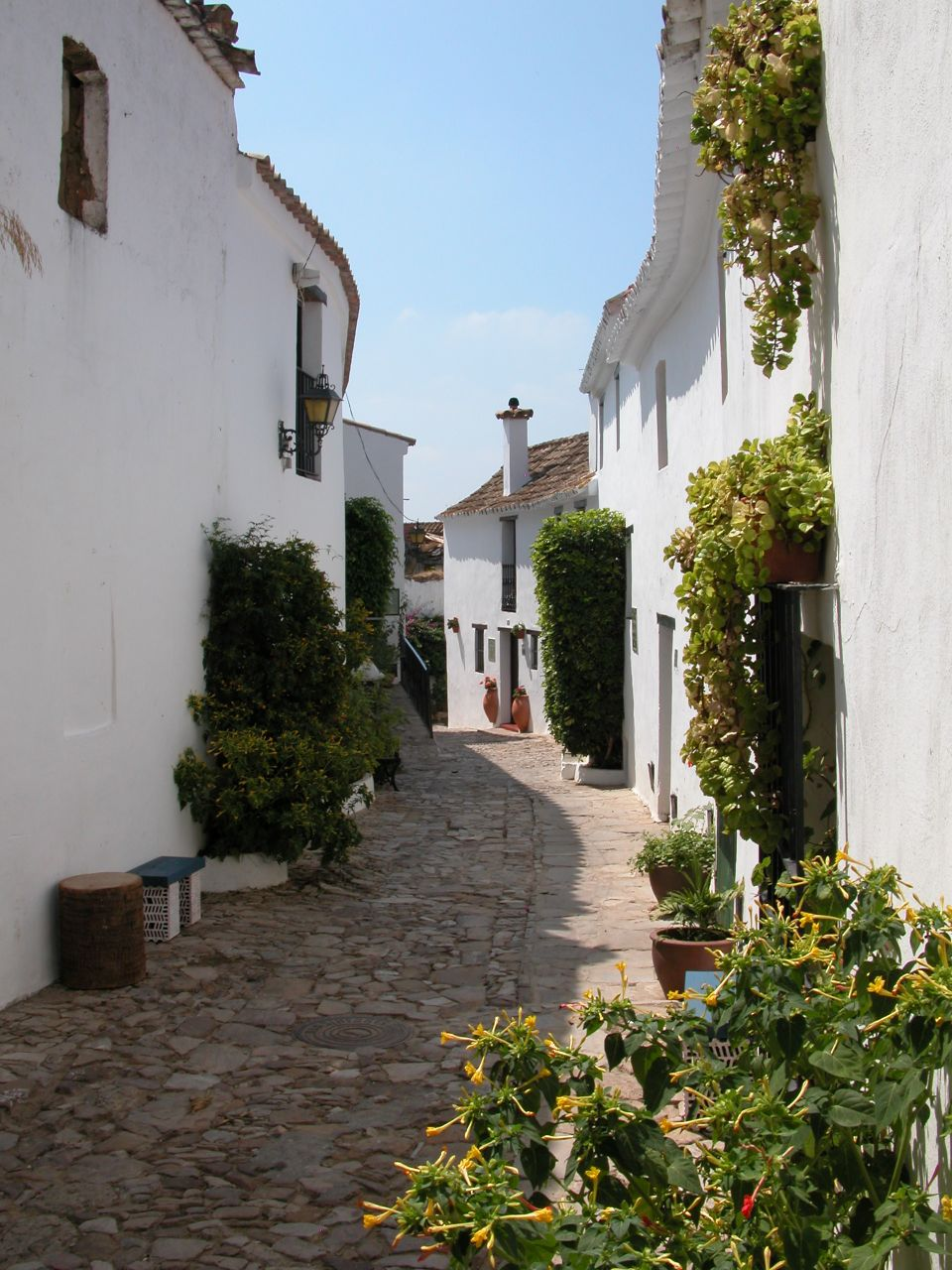
Gasse in der Medina der Burg von Castellar de la Frontera

Das Gebiet des Campo de Gibraltar war seit der Steinzeit besiedelt. In der Nähe von Castellar Viejo finden sich Spuren von Steinverarbeitung und Höhlenmalereien, die auf eine häufige bis dauerhafte Anwesenheit von Menschen hindeuten. Iberische Stämme wie die Turdetaner siedelt später ebenfalls hier. Archäologische Funde deuten darauf hin, dass die Iberer die strategisch hervorragend gelegene Bergkuppe mit weitem Rundumblick bis zum Felsen von Gibraltar zum Bau eines Wachturms, d. h. zu militärischen Zwecken nutzten. 
Darüber hinaus sind im Campo de Gibraltar keltische Spuren zu finden. Ab dem 8. Jahrhundert v. Chr. landeten Phönizier an, danach vermutlich Griechen, später Karthager und Römer. Ab dem 2. Jahrhundert v. Chr. gehörte das Gebiet von Castellar zur römischen Provinz Hispania ulterior und nach deren Teilung unter Kaiser Augustus zur Provinz Baetica. 
Bei Castellar Viejo verläuft auf dem Gemeindegebiet eine Calzada romana, eine gepflasterte Römerstraße, die den ehemals bedeutendsten Hafen Carteia in der Bucht von Algeciras mit der römischen Provinzhauptstadt Corduba verband. Sehr wahrscheinlich zum Schutz und zur Überwachung der Straße wurde auf der Bergkuppe von Castellar eine Siedlung angelegt, von der Reste gefunden wurden. Darüber hinaus finden sich Spuren römischer Bewirtschaftung in Form von Steinblöcken, in die Wannen mit Abfluss geschlagen wurden, um darin vermutlich Trauben zu keltern. Das lässt auf eine landwirtschaftliche Nutzung der Gegend schließen. 
Nach dem Niedergang des Römischen Reiches wurde das an der Meerenge von Gibraltar liegende Gebiet von Vandalenstämmen, danach von Westgoten und dem Oströmischen Reich erobert. Ab dem frühen 8. Jahrhundert gehörte es zum arabisch-maurischen Territorium al-Andalus. Im 13. Jahrhundert wurde aufgrund der Bedrohung durch die nordspanischen Reiche, insbesondere Kastiliens, auf der Bergkuppe die heute noch zu sehende Burg Castellar als eine von mehreren Grenzfestungen der Nasriden von Granada gebaut. Der Namensteil de la Frontera (an der Grenze) bezieht sich auf die Grenzlage im Emirat von Granada und findet sich bei einer Reihe benachbarter Orte wie dem nördlich gelegenen Jimena de la Frontera. 
Castellar wurde 1434 im Rahmen der Reconquista, also der Rückeroberung der Iberischen Halbinsel durch christliche Nachkommen der Bevölkerung des Westgotenreichs, von Juan de Saavedra eingenommen und dessen Nachfahre Juan Arias de Saavedra wurde im Jahr 1539 von Karl V., dem ersten spanischen König, die Adelswürde mit der Herrschaft über die Condado de Castellar (Grafschaft Castellar) verliehen. 
Im Jahr 1603 wurde von den Grafen von Castellar das Kloster San Miguel de La Almoraima für den katholischen Männerorden der Mercedariern gegründet. Es war der Siedlungskeim des heutigen La Almoraima. 1945 wurde hier die Korkfabrik Empresa Corchera Almoraima errichtet, in der viele Bewohner Castellars arbeiteten oder Kork aus den ausgedehnten Korkeichenwäldern der Umgebung anlieferten. Die Zahl der Arbeiter wuchs in den folgenden Jahren stark an, sodass La Almoraima zeitweise über 1500 Einwohner zählte. Der größte Teil seiner Bevölkerung siedelte, ebenso wie der größte Teil der Einwohner von Castellar Viejo, nach dem Bau der neuen Stadt 1971 nach Castellar Nuevo um. Im Vordergrund stand wahrscheinlich die Verbesserung der Lebenssituation hin zu hygienischen Wohnverhältnissen und einer technischen und sozialen Infrastruktur. 

## Politik
Seit 2011 ist Juan Casanova Correa von der Izquierda Unida Bürgermeister in Castellar de la Frontera.

## Kultur und Sehenswürdigkeiten
Das Castillo de Castellar ist eine historische Sehenswürdigkeit in Castellar Viejo. Es liegt ca. acht Kilometer oberhalb des Hauptortes. Es stammt aus dem 13. Jahrhundert und wurde 1963 als nationales Kulturerbe Bien de Interés Cultural eingestuft. Auch die innerhalb der Burgmauern liegende Siedlung, die Medina, stammt aus der maurischen Zeit. Die Burg ist, ähnlich der Alhambra, eine der wenigen in Spanien, die eine solche Medina innerhalb der Burgmauern haben. Die Außenanlagen und die zum Teil bewohnte Medina können kostenlos besichtigt werden. In der Burg gibt es ein Hotel, ein Restaurant, Geschäfte für Kunsthandwerk und eine Falknerei. Einige der alten Gebäude der Medina sind zu Ferienwohnungen umgebaut worden. 

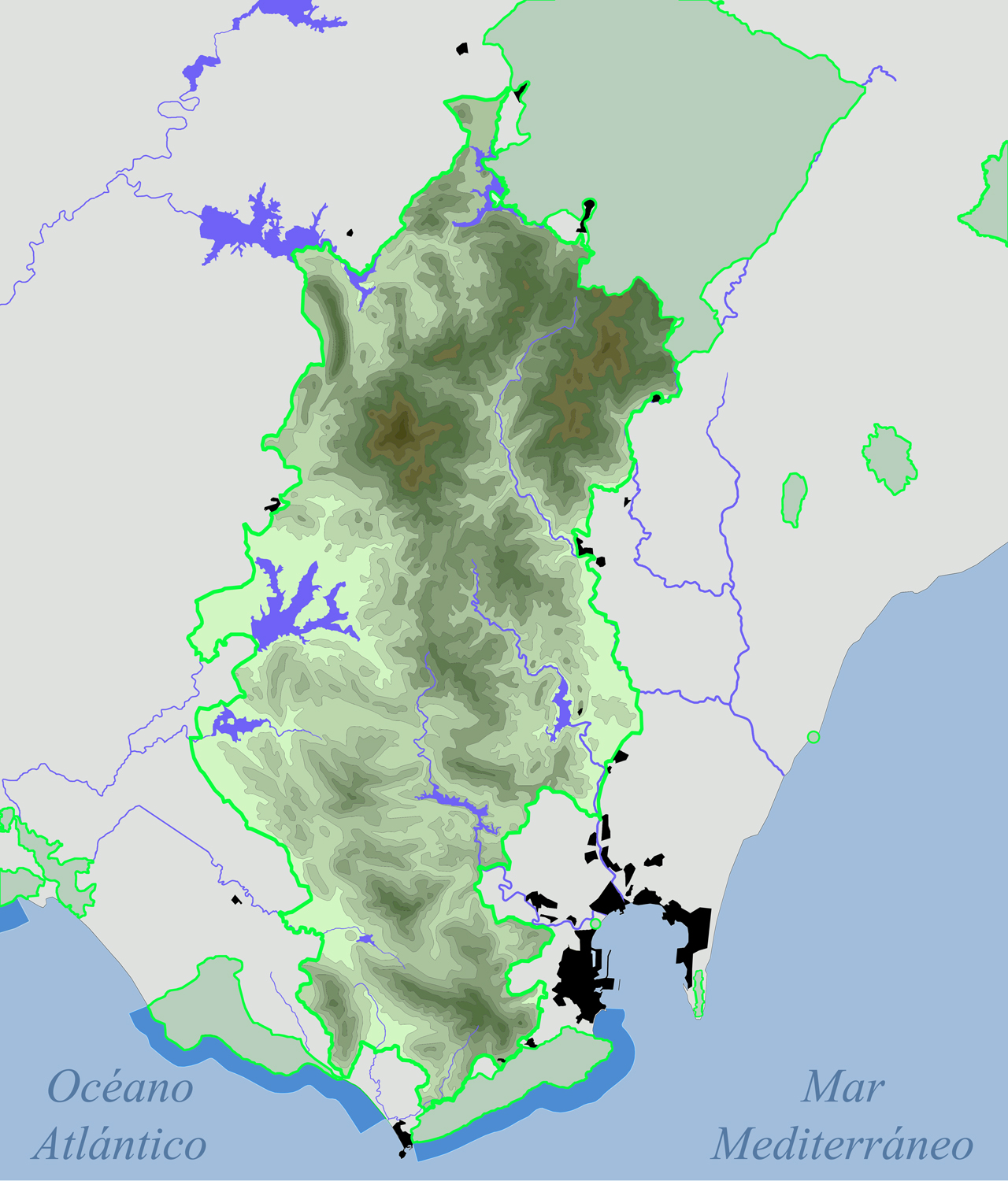
Parque Natural Los Alcornocales

Zu einem großen Teil liegt das Gemeindegebiet von Castellar de la Frontera im östlichen Teil des Naturparks Parque Natural Los Alcornocales. Der Naturpark hat seinen Namen von den hier wachsenden Korkeichen, deren auffälligstes Merkmal die geschälten und dadurch braunrot erscheinenden Stämme sind. 
Die alte Römerstraße unterhalb von Castellar Viejo verband ehemals Carteia, den zu römischer Zeit bedeutendsten Hafen der Bucht von Algeciras, mit der Provinzhauptstadt Córdoba. Die Calzada romana zieht sich steil den Hang zum Castillo hinauf und kann auf einer Länge von ca. zwei Kilometern begangen werden. Weitere Reste aus römischer Zeit liegen ca. zwei Kilometer nördlich von Castellar Viejo neben der Dehesa Finca La Boyal, die die Kommune 1981 in einem Gerichtsverfahren von den Grafen von Castellar nach jahrhundertelangem Streit erhielt. Am Verfahren war u. a. der spätere spanische Ministerpräsident Felipe González aufseiten der Gemeinde beteiligt. 
Im Stadtteil La Almoraima gibt es einen Zoo. 

## Wirtschaft und Verkehr
Wirtschaftliche Grundlage der Kommune sind vor allem die Nutzung der Korkeichenbestände, aber auch Viehwirtschaft und zunehmend Tourismus. 
Der Hauptort Castellar Nuevo liegt 12 Kilometer nördlich der Anschlussstelle Taraguilla der Küstenautobahn Autovía A-7, die entlang der Mittelmeerküste von Algeciras nach Barcelona verläuft. Er ist jeweils 23 Kilometer von den Zentren Algeciras und La Línea de la Concepción sowie 40 Kilometer von Estepona entfernt. Gibraltar liegt 25 Kilometer südlich von Castellar Nuevo und ist über eine Schnellstraße ebenfalls gut zu erreichen. 
Castellar de la Frontera hat einen Bahnhof an der Bahnstrecke Algeciras–Ronda–Granada. Die Linie MD 70 der Spanischen Staatsbahn RENFE fährt hier mit Dieseltriebwagen. Die Haltestelle liegt im Ortsteil La Almoraima und ist nach ihm Almoraima benannt.